# 淅川出土铜禁
淅川出土铜禁，又称云纹铜禁，是从中國河南省淅川县的楚墓中出土的文物，现收藏于河南博物院。禁是承放酒具的案台。铜禁于1978年在河南省淅川县下寺2号楚墓（子庚墓）出土。为春秋时期的器物。出土时的云纹铜禁是数百块碎片，整整装了两个麻袋，后由青铜器修复专家王长青花费四年时间修复成功。目前出土的云纹铜禁全国共７件，其中河南博物院珍藏的这件体积最大、时间最早。目前，淅川出土铜禁为中华人民共和国国家一级文物，也是禁止出境展览的文物之一。

## 外部特征
淅川出土铜禁通高28.8厘米，长103厘米，宽46厘米，云纹铜禁重90多公斤，呈长方形。类似于现代人用的茶几和案台，铜禁四周以透雕的多层云纹做装饰，通透性较好，似天空飘浮的朵朵白云，禁身的上部攀附着12条龙形异兽，它们凹腰卷尾，探首吐舌，面向禁的中心，形成群龙拱卫的场面，另外有十二只异兽蹲於“禁”下为足。其器身由粗细不同的铜梗支撑，这些铜梗共分5层，最内较粗的一层是梁架。每根梁架两侧伸出多处支梗，犹如古代建筑上的斗拱。多层重叠，纵横交错，支梗又相互卷曲盘绕，而又互不连接，全由内层作支撑，工艺十分复杂而又精良。禁的四周盘龙踞虎，大概是取神兽警示之意。

## 文物价值
淅川出土铜禁整体用失蜡法铸就而成。其工艺精湛复杂。历史文献记载的中国失蜡法工艺的时间最早是在唐代初年，据《唐会要》记载，唐高祖武德年间铸造开元通宝，用的便是失蜡法。因失蜡法文献所见较晚，学界一般认为中国失蜡法工艺源自于印度。但淅川出土铜禁是楚康王在位时的令尹子庚随葬品之一，铸造年代不晚于公元前552年。淅川出土铜禁的出土，将中国失蜡法铸造工艺的历史向前推进1100年。

## 参看
- 淅川和尚岭与徐家岭楚墓群
- 下寺古墓群